# Giovanni Díaz
Larson Giovanni Díaz Martínez (* 23. März 1994 in Santa Rosa de Lima) ist ein paraguayischer Leichtathlet, der sich auf den Speerwurf spezialisiert hat.

## Sportliche Laufbahn
Erste Erfahrungen bei internationalen Meisterschaften sammelte Giovanni Díaz im Jahr 2013, als er bei den Juniorensüdamerikameisterschaften in Resistencia mit einer Weite von 62,25 m die Silbermedaille gewann. Im Jahr darauf belegte er bei den U23-Südamerikameisterschaften in Montevideo mit 66,11 m Rang vier und 2015 wurde er bei den Südamerikameisterschaften in Lima mit 70,52 m Fünfter. 2016 gelangte er bei den Ibero-Amerikanischen Meisterschaften in Rio de Janeiro mit 72,28 m auf den siebten Platz und gewann anschließend bei den U23-Südamerikameisterschaften in Lima mit einem Wurf auf 70,89 m die Silbermedaille hinter dem Chilenen Francisco Muse. 2017 belegte er bei den Südamerikameisterschaften in Luque mit 71,57 m den fünften Platz und im Jahr darauf erreichte er bei den Südamerikaspielen in Cochabamba mit 67,39 m Rang fünf, ehe er bei den Ibero-Amerikanischen Meisterschaften in Trujillo mit einer Weite von 71,11 m die Bronzemedaille hinter dem Kolumbianer Arley Ibargüen und Francisco Muse aus Chile gewann. 
2019 klassierte er sich bei den Südamerikameisterschaften in Lima mit 64,75 m auf dem siebten Platz und 2022 siegte er bei der Continental Tour Bronce Alex Quiñonez mit 70,63 m. Anschließend sicherte er sich bei den Juegos Bolivarianos in Valledupar mit 73,84 m die Silbermedaille hinter dem Chilenen Francisco Muse. Im Oktober gelangte er bei den Südamerikaspielen in Asunción mit 67,41 m auf Rang fünf. 2024 belegte er bei den Ibero-Amerikanischen Meisterschaften in Cuiabá mit 74,59 m den sechsten Platz und im Jahr darauf gelangte er bei den Südamerikameisterschaften in Mar del Plata mit 72,60 m auf Rang fünf. 
In den Jahren 2023 und 2024 wurde Díaz paraguayischer Meister im Speerwurf.